# الی ۶۱۶

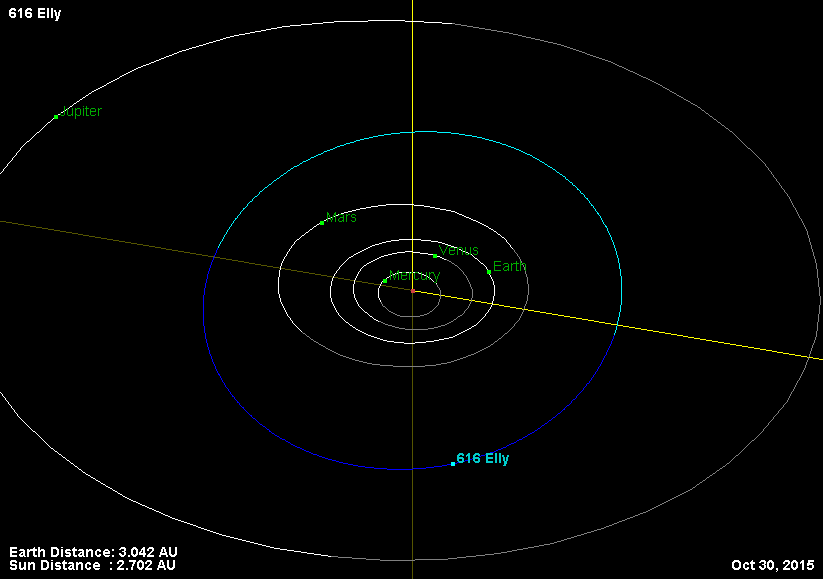
نمایی از محل قرارگیری سیارک الی ۶۱۶ در مدار – ۲۰۱۵

سیارک ۶۱۶ (به انگلیسی: 616 Elly، نامگذاری:1906VT) ششصد و شانزدهمین سیارک کشف شده‌است که در ۱۷ اکتبر ۱۹۰۶ و در هایدلبرگ کشف شد.
قدر مطلق سیارک برابر ۱۰٫۶۸ است.